# Silkesharen på Hagalund
Silkesharen på Hagalund är ett drama av Carl Jonas Love Almqvist. Det ingår i band III av den så kallade imperialoktavupplagan av Törnrosens bok, vilket utkom 1850. Pjäsen får sin fortsättning i Purpurgrefven. Silkesharen på Hagalund är en komedi med nationalekonomiskt tema. I centrum står kommerserådet Otto Westermark, som vistas i Hagalund och har en hare i koppel. Av en herr Grönström övertalas Westermark att investera i ett hotell så stort att det skall kunna härbärgera hela Stockholm. Algot Werin menar att Almqvist inspirerats av ”läran om arbetsfördelningen, vars välsignelse Westermark med de stora liberala nationalekonomerna Adam Smith och Jean Baptiste Say lärt sig inse”.